# Anaeolopus
Anaeolopus is een geslacht van rechtvleugeligen uit de familie veldsprinkhanen (Acrididae). De wetenschappelijke naam van dit geslacht is voor het eerst geldig gepubliceerd in 1922 door Uvarov.

## Soorten
Het geslacht Anaeolopus  is monotypisch en omvat slechts de volgende soort:
- Anaeolopus dorsalis (Thunberg, 1815)